# Катарийна
Катарийна (фин. Katariina, швед. Katarina) — один из районов города Турку, входящий в округ Скансси-Уиттамо.

## Географическое положение
Район расположен к югу от центральной части Турку.

## Население
В 2004 году население района составляло 1282 человек, из которых дети моложе 15 лет составляли 23,63 %, а старше 65 лет — 8,50 %. Финским языком в качестве родного владели 91,73 %, шведским — 5,15 %, а другими языками — 3,12 % населения района.